# Kanton Riobamba
Der Kanton Riobamba befindet sich in der Provinz Chimborazo zentral in Ecuador. Er besitzt eine Fläche von 982,7 km². Im Jahr 2020 lag die Einwohnerzahl schätzungsweise bei 264.000. Verwaltungssitz des Kantons ist die Provinzhauptstadt Riobamba mit 146.324 Einwohnern (Stand 2010). Der Kanton Riobamba wurde im Jahr 1824 eingerichtet.

## Lage
Der Kanton Riobamba liegt im Norden der Provinz Chimborazo. Das Gebiet liegt im Hochtal zwischen den beiden Andenketten. Im Nordosten reicht der Kanton bis zum Vulkan El Altar, im Nordwesten bis an die Südflanke des Chimborazo. Der Río Chambo mit seinem Zufluss Río Chibungo entwässert das Areal nach Norden. Die Fernstraße E35 (Cuenca–Quito) durchquert den Kanton.
Der Kanton Riobamba grenzt im Osten an die Provinz Morona Santiago sowie an den Kanton Chambo, im Süden an den Kanton Guamote, im Westen an den Kanton Colta, im Nordwesten an die Provinzen Bolívar und Tungurahua sowie im Norden an die Kantone Guano und Penipe.

## Verwaltungsgliederung

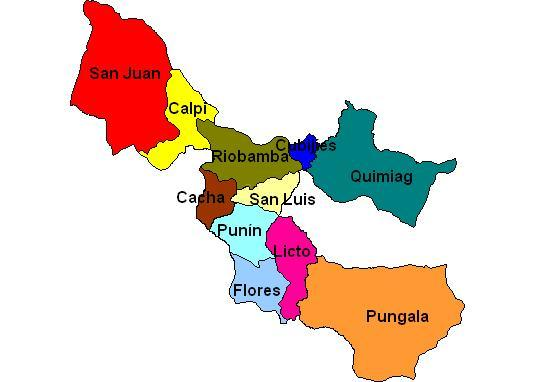
Lage der Parroquias rurales

Der Kanton Riobamba ist in die Parroquias urbanas („städtisches Kirchspiel“)
- Lizarzaburu
- Maldonado
- Velasco
- Veloz
- Yaruquíes

und in die Parroquias rurales („ländliches Kirchspiel“)
- Cacha
- Cubijíes
- Flores
- Licán
- Licto
- Pungalá
- Punín
- Químiag
- San Juan
- San Luis
- Santiago de Calpi

gegliedert.